# 埃斯泰岩
埃斯泰岩（英語：Estay Rock）是南極洲的岩石，位於特里尼蒂半島，處於托羅角西南面3.3公里，在1948年由智利政府繪入地圖，現時由南極條約體系管理。